# Alpinia coriandriodora
Alpinia coriandriodora är en enhjärtbladig växtart som beskrevs av Ding Fang. Alpinia coriandriodora ingår i släktet Alpinia och familjen Zingiberaceae. Inga underarter finns listade i Catalogue of Life.